# 森特維爾 (阿肯色州耶爾縣)
森特維爾（英語：Centerville）是位於美國阿肯色州耶爾縣的一個非建制地區。該地的面積和人口皆未知。

## 地理
森特維爾的座標為35°06′46″N 93°10′08″W / 35.11278°N 93.16889°W，而該地的平均海拔高度為105米（即344英尺）。